# Madrugada
Madrugada est un groupe de rock alternatif norvégien, originaire de Stokmarknes. Le quatuor est composé de Sivert Høyem (chant), Frode Jacobsen (basse), Jon Lauvland Pettersen (batterie) et Robert S. Burås (guitare).

## Biographie
Madrugada est formé en 1993 à l'origine sous le nom de Abbeys Adoption. À cette période, il se compose de Jon Lauvland Pettersen (batterie), Frode Jacobsen (basse), Sivert Høyem (chant), et Marius « Wah Wah » Johansen (guitare). En 1995, ils sont rejoints par le guitariste Robert Burås. Le groupe change de nom la même année, après avoir signé un contrat de six albums avec Virgin Records. Ils deviennent désormais Madrugada, nom qui provient du mot espagnol et portugais, qui signifie « Aube ». En castillan et en portugais, Madrugada provient du verbe madrugar (se lever tôt).
Le groupe fait parler de lui en 1998 avec deux mini albums, Madrugada et, l'année suivante, New Depression. Dès leur premier album, en 1999, le mélancolique Industrial Silence, Madrugada se hisse au sommet des charts norvégiens et permet au groupe de sillonner l'Europe, notamment grâce au single Vocals. En mars 2001, le groupe sort un second opus The Nightly Disease, puis l'album Grit en 2002.
Madrugada termine d'enregistrer son quatrième album The Deep End à la fin 2004. Enregistré aux Sound City Studios de Los Angeles avec le producteur George Drakoulias, il est publié le 28 février 2005 en Norvège, le 31 mars dans le reste de l'Europe et finalement aux États-Unis le 11 avril. À la fin de la même année, le groupe sort son premier album live, Live at Tralfamadore, enregistré pour l'essentiel en Norvège.
Le 12 juillet 2007, le guitariste Robert S. Burås décède à l'âge de 31 ans, alors que le groupe enregistrait un nouvel album. Celui-ci sort finalement en janvier 2008. Il s'intitule Madrugada, et pourrait être l'ultime production du groupe.
À la fin octobre 2008, ils commencent leur tournée d'adieu, et effectuent leur tout dernier concert Madrugada au Oslo Spektrum le 15 novembre 2008.
Le 15 juin 2018 le groupe annonce sa reformation via sa page Facebook, avec son batteur original Jon Lauvland Pettersen, pour une tournée européenne en 2019.

## Style musical
Leur style musical, sorte de rock fiévreux et hanté, évoque le Velvet Underground, les Stooges, Nick Cave mais aussi R.E.M., Nick Drake, Eddie Vedder et Léonard Cohen, et certains les comparent également à l’artiste français Calogero.

## Discographie

### Albums studio
- 1999 : Industrial Silence
- 2001 : The Nightly Disease
- 2002 : Grit
- 2005 : The Deep End
- 2008 : Madrugada
- 2022 : Chimes at Midnight

### Compilations / Albums en concert
- 2006 : Live at Tralfamadore (Titres enregistrés Live en 2003 et 2005)
- 2010 : The Best of Magrugada